# 베르기나

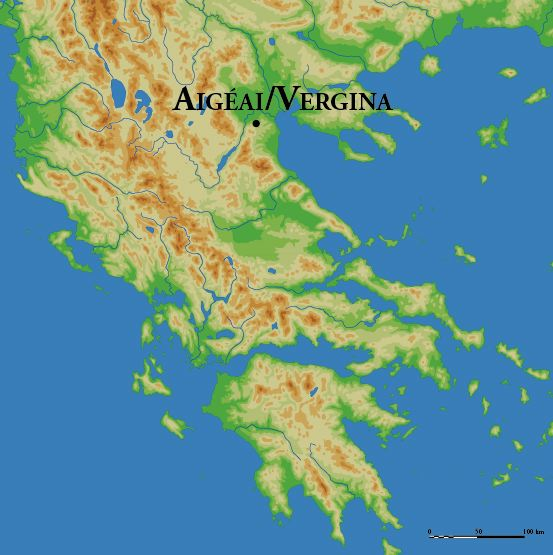
베르기나의 위치

베르기나(그리스어: Βεργίνα)는 그리스의 중앙마케도니아 주에 속한 도시이다. 테살로니키에서 남서쪽으로 80km 떨어진 곳에 위치한다. 인구는 약 2,000명이다. 고대 마케도니아 왕국의 수도 아이가이(Αιγαί, 현대 그리스어 발음으로는 에게)라는 유적이 있으며, 1996년에 유네스코 세계 유산에 등록되었다.

## 개요
고대 마케도니아 왕국의 수도 아이가이로 번창했다. 수도는 전 5세기 말에 펠라로 옮기지만, 계속 왕국에서 중요한 지위를 차지했다. 이 도시에서 필리포스 2세가 파우사니아스로부터 살해된 것으로 알려져 있다.
그리스의 고고학자 마놀리스 안드로니코스는 1977년 마을에 존재하는 유적이 마케도니아 왕국의 필리포스 2세의 무덤이라고 주장하여 유명해 졌다. 사건의 진위는 아직 밝혀져 있지 않지만, 베르기나의 유적은 고고학적으로 중요한 위치를 차지하고 있는 것은 확실하다.
필리포스의 뼈를 담은 납골함이라고 안드로니코스가 단정한 황금 상자에는 태양 모양이 그려져 있었다. 이 모습은 베르기나의 태양이라고 하여 고대 마케도니아의 상징으로 여겨지게 되었다. 1991년에 유고슬라비아 사회주의 연방공화국에서 북마케도니아(독립 당시에는 마케도니아 공화국)가 독립했을 때, 북마케도니아의 국기에 베르기나의 태양을 사용했기 때문에 그리스가 반발하여 국제 문제가 되었다. 북마케도니아와 그리스는 1995년에 북마케도니아의 국기의 형상을 변경하는 데에 동의했다.

## 같이 보기
- 베르기나의 태양
- 마케도니아 (그리스)